# Дітцинген
Дітцинген (нім. Ditzingen) — місто в Німеччині, знаходиться в землі Баден-Вюртемберг. Підпорядковується адміністративному округу Штутгарт. Входить до складу району Людвігсбург.
Площа — 30,40 км2. Населення становить 24 719 ос. (станом на 31 грудня 2020).